# Oriní (Serrès)
Oriní, en grec moderne : Ορεινή, est un village et un ancien dème du district régional de Serrès, en Macédoine-Centrale, Grèce. Depuis 2010, il est fusionné au sein du dème de Serrès. 
Selon le recensement de 2011, la population du dème ainsi que celle du village s'élève à 742 habitants.